# Polder Wiersma
De Polder Wiersma is een voormalig waterschap in de Nederlandse provincie Groningen.
Van het waterschap is niet veel meer bekend dan dat het samen met de Lauwers te Grijpskerk in het noorden van het "eiland" tussen de Olde Lauwers en het Zijldiep lag ten westen van Pieterzijl.
Waterstaatkundig gezien ligt het gebied sinds 2000 binnen dat van het wetterskip Fryslân.